# Crângu, Teleorman
Crângu este satul de reședință al comunei cu același nume din județul Teleorman, Muntenia, România. Se află în partea de sud a județului. La recensământul din 2002 avea o populație de 1.199 locuitori.

## Monumente istorice
| Număr | Monument               | Datare | Cod             |
| ----- | ---------------------- | ------ | --------------- |
| 1.    | Prăvălia Petre Ciobanu | 1900   | TR-II-m-B-14319 |
| 2.    | Casa Maria S. Burtan   | 1900   | TR-II-m-B-14320 |